# Милошево (Крушево)
Милошево (мкд. Милошево) је насеље у Северној Македонији, у западном делу државе. Милошево припада општини Крушево.

## Географија
Насеље Милошево је смештено у западном делу Северне Македоније. Од најближег већег града, Прилепа, насеље је удаљено 30 km западно.
Милошево се налази на западном ободу Пелагоније, највеће висоравни Северне Македоније. Насељски атар је на истоку равничарски, док се ка западу издижу јужна брда Бушеве планине. Кроз насеље протиче Црна река, која на датом месту из планинског улази у равничарски предео Пелагоније. Надморска висина насеља је приближно 650 метара.
Клима у насељу је континентална.

## Становништво
По попису становништва из 2021. године Милошево је имало 42 становника. Већинска вероисповест у насељу је православље.
| Национални састав према попису из 2021.‍ | Национални састав према попису из 2021.‍ | Национални састав према попису из 2021.‍ | Национални састав према попису из 2021.‍ | Национални састав према попису из 2021.‍ |
| --------------------------------------- | --------------------------------------- | --------------------------------------- | --------------------------------------- | --------------------------------------- |
|                                         |                                         |                                         |                                         |                                         |
| Македонци                               | Македонци                               |                                         | 42                                      | 100%                                    |